# جلیم
جلیم (به عربی: جلیم) یک محله در مصر است که در استان اسکندریه واقع شده‌است.